# Gratz, Pennsylvania
Gratz är en ort i Dauphin County i delstaten Pennsylvania, USA.